# راديو أورانج

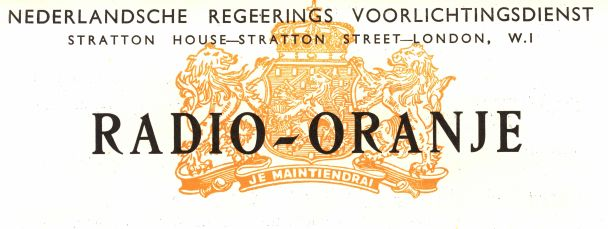
شعار

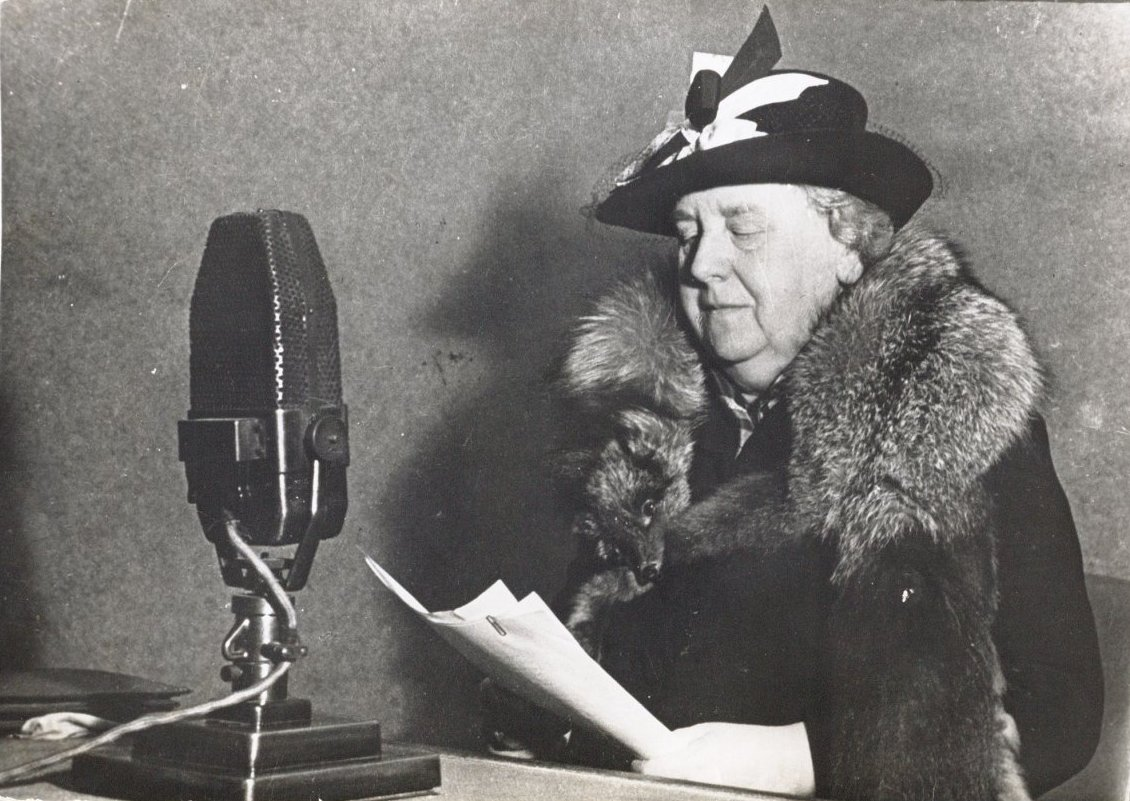
الملكة فيلهلمينا تتحدث في راديو أورانجي

راديو أورانج بالهولندي: ("راديو أورانج") برنامج إذاعي هولندي على الإذعات العالمية لهئية الإذاعة البريطانية بي بي سي يبث إلى هولندا في الحرب العالمية الثانية. تم نقله من لندن وبث برامج مدتها حوالي 15 دقيقة. وكان يتألف من تعليقات موجزة على الشؤون الجارية والخطب السياسية، فضلا عن أخبار عن القوات الهولندية الحرة والمستعمرات والبحرية التجارية. كانت مختلفة عن الخدمة الهولندية الخاصة بهيئة الإذاعة البريطانية التي تبث البرامج الإخبارية فقط والتي، على عكس راديو أورانج، لم تكن تحت سيطرة الحكومة المنفى الهولندية.
قامت إذاعة أورانج ببثها لأول مرة في 28 يوليو 1940، وتتألف من خطاب الملكة فيلهيلمينا. في المجموع، تحدث ويلهلمينا على راديو أورانج 34 مرة أثناء الحرب. كان الاسم، راديو أورانج، تقديراً لمنزل عائلة أوراني ناساو الملكية الهولندي.
كما كانت الإذاعة تيث صوتها إلى جزر الهند الشرقية الهولندية إندونيسيا حاليا من 28 أغسطس 1944 إلى 2 أبريل 1945 ومن 25 مايو 1946 إلى 13 مايو 1951 .